# The Werewolf
『The Werewolf』は、1913年に公開されたアメリカ合衆国の映画作品。ヘンリ・ボーグランドの短編小説『The Werewolves』を原作とする本作は、世界で初めて人狼を扱った映画であると同時に、ユニバーサル映画にとって初めての怪物映画である。
監督はヘンリー・マックレイが務め、制作はバイソン映画が行い、ユニバーサルが配給を行った。脚本はルス・アン・ボールドウィンが手掛けた。フィルムは1924年にユニバーサル・スタジオで起きた火災により焼失している。

## あらすじ
ナバホ族のキー・オン・アイ（Kee-On-Ee）は、夫のエズラに見捨てられたと誤解したことが原因で黒魔術にのめりこんだ。その後、彼女は娘のワトゥマ（Watuma）に術を教え、灰色の狼に変身する術を身に着けたワトゥマは侵略してきた白人の入植者に復讐を果たした。ワトゥマの死から100年後、一匹の狼が一組のカップルに牙をむいた。

## キャスト
- エズラ・ヴァンス：クラレンス・バートン（英語版）
- キー・オン・アイ：マリー・ウォールキャンプ 、ルール・ウォーレントン（英語版） （老婆）
- ワトゥマ：フィリス・ゴードン
- ストーン・アイ：シャーマン・ベインブリッジ
- ジャック・フォード：ウィリアム・クリフォード（英語版）